# 김명준 (1994년)
김명준(한국 한자: 金明俊, 1994년 5월 13일 ~ )은 대한민국의 축구 선수이며 포지션은 수비수이다. 현재 대한민국 K리그2 경남 FC에서 활약하고 있다. 개명 전 이름은 김종혁이다.

## 구단 경력
영남대학교를 중퇴하고 2015년 자유선발계약으로 부산에 입단하였다. 같은 해 4월 25일 울산 현대와의 경기에서 리그 데뷔전을 치렀다.
2018년 2월 부산 아이파크 등번호 발표를 통해, 개명된 사실이 팬들에게 밝혀졌다.
2021시즌을 앞두고 경남 FC로 이적했다.